# Iulie 1981
Acest articol este generat integral pe baza informațiilor din articolul 1981 și este actualizat periodic de un robot.
 Editările făcute în articol vor fi șterse la următoarea actualizare! Dacă doriți să faceți modificări, editați articolul-sursă.

ianuarie -
februarie -
martie -
aprilie -
mai -
iunie -
iulie -
august -
septembrie -
octombrie -
noiembrie -
decembrie
Iulie 1981 a fost a șaptea lună a anului și a început într-o zi de miercuri.

## Evenimente
- 7 iulie: Legalizarea divorțului în Spania.
- 16 iulie: Mahathir Mohamad preia funcția de prim-ministru al Malaeziei.
- 19-30 iulie: Are loc a XI-a ediție a Universiadei de vară în București, România.
- 29 iulie: La Catedrala Sf. Pavel din Londra are loc căsătoria dintre Prințul Charles și Diana Spencer. Ceremonia este televizată și are o audiență de 700 milioane de telespectatori din întreaga lume.

## Nașteri
Cosmin Gabriel Popp, politician român
Roman Șirokov, fotbalist rus
Cristian Irimia, fotbalist român
Synyster Gates, muzician american
Iuliana Măceșeanu, scrimeră română
Bogdan-Alexandru Bola, politician
Anastasia Mîskina, jucătoare de tenis rusă
Keita Suzuki, fotbalist japonez
Cătălin-Ionuț Gârd, jucător de tenis român
Călin Moldovan, fotbalist român
Sergiu Litvinenco, jurist și politician din Republica Moldova
Constantin Codreanu, politician român
Cornel Coman, fotbalist român
Marius Bilașco, fotbalist român
Domen Beršnjak, fotbalist sloven
Alou Diarra, fotbalist francez
Elena Abramovici, handbalistă belarusă
Ricardo Gomes, fotbalist brazilian
Salim Ghazi Saeedi, muzician iranian
Victor Hănescu, jucător de tenis român
Paloma Faith, muziciană britanică
Joaquín (Joaquín Sánchez Rodríguez), fotbalist spaniol
Romeo Santos, cântăreț american
Susan Hoecke, actriță germană
Finn Balor, wrestler irlandez
Yūichi Komano, fotbalist japonez
Sebastian Sfârlea, fotbalist român
Maicon Douglas Sisenando, fotbalist brazilian
Iordan Todorov, fotbalist bulgar
Michael Carrick, fotbalist britanic
Alexandra Ungureanu, cântăreață română
Dinu Sânmărtean, fotbalist român
Cornel Cornea, fotbalist român
Iulia Albu, supermodel română
Fernando Alonso (Fernando Alonso Díaz), pilot auto spaniol de Formula 1
Maureen Nisima, scrimeră franceză
Ira Losco, cântăreață malteză

## Decese
- 1 iulie: Marcel Breuer, 79 ani, arhitect american de origine maghiară (n. 1902)
- 1 iulie: Aurel Vijoli, economist român (n. 1902)
- 4 iulie: Isao Kimura, actor japonez (n. 1923)
- 12 iulie: Maria Andreescu, susținătoare română a mișcării de rezistență din Muscel (n. 1923)
- 16 iulie: Ioan Duma, preot catolic român (n. 1896)
- 17 iulie: Nicolae Dragomir, general român (n. 1898)
- 20 iulie: János Rajz, actor maghiar (n. 1907)
- 20 iulie: Constantin Humis, fotbalist grec (n. 1913)
- 23 iulie: Lazar Lusternik, matematician rus (n. 1899)
- 27 iulie: Paul Brunton, filosof britanic (n. 1898)
- 31 iulie: Ladislau Raffinsky, fotbalist român (n. 1905)
- 31 iulie: Ioachim Moldoveanu, fotbalist român (n. 1913)